# Cianoacrilat

Structura chimică a cianoacrilatului de metil

Cianoacrilații sunt compuși chimici derivați tip esteri ai acidului cianoacrilic, cu formula generală CH2=C(CN)COOR (unde R este un rest organic). Sunt utilizați pentru proprietățile lor adezive foarte puternice, în principal în industrie și medicină, stând la baza așa-numitelor „superglue-uri”.

## Istoric
Patentul original pentru dezvoltarea sintezei de cianoacrilați a fost oferit în anul 1942 companiei B.F. Goodrich Company.

## Proprietăți

### Polimerizarea
În general, grupele acrilice suferă o reacție de polimerizare în lanț rapidă în prezența apei (în special, în prezență de ioni hidroxil), formând catene lungi și puternice de polimer. Polimerizarea se produce și în mediul bazic realizat cu ajutorul grupelor -OH. Totuși, aplicarea adezivilor de cianoacrilat pe suprafețe acide nu are niciun efect, deoarece acestea nu favorizează polimerizarea. Prezența umidității atmosferice face ca materialele adezive pe bază de cianoacrilat să se întărească, deoarece are loc reacția de polimerizare cu trecerea din fază lichidă în fază solidă.

Reacția de polimerizare a cianoacrilatului de metil